# Yooka-Laylee
Yooka-Laylee ist ein Jump-’n’-Run-Computerspiel, das von Playtonic Games entwickelt und im April 2017 von Team17 für Linux, macOS, Windows, PlayStation 4 und Xbox One veröffentlicht wurde. Im Dezember desselben Jahres kam eine Version für Nintendo Switch auf den Markt. Protagonisten des Spiels sind das Chamäleon Yooka sowie eine Fledermaus namens Laylee.

## Handlung
Während die beiden Freunde Yooka und Laylee eigentlich nur die Sonnen genießen wollen, saugen die fiesen Konzernschurken Capital B und Dr. Quack alle Bücher der Welt ein. Das bringt das Duo dazu Laylees magischem Zauberbuch, dem Einbuch, hinterherzujagen. Die beiden machen sich dazu auf in die Konzernzentrale Hivory Towers, wo sie sich in verschiedene Buchwelten begeben um sogenannte Pagies, die Seiten des Einbuchs, zu finden.

## Spielprinzip
Das Spielprinzip ähnelt älteren 3D-Jump-’n'-Runs, wie dem Genre-Klassiker Super Mario 64 und dem Vorbild Banjo-Kazooie. Von der Hubwelt der Hivory Towers kann man in fünf verschiedene Großwälzerwelten navigieren, indem man in das jeweilige Buch springt. In den Buchwelten gibt es jeweils 25 Pagies zu finden sowie weitere 20 in der Hauptwelt. Weitere Buchwelten werden mit der Zeit mit Pagies freigeschaltet und können jeweils einmal durch Pagies erweitert werden. Neben den Pagies finden sich in den Welten Federn, die bei der Schlange Trowzer in neue Tricks umgetauscht werden können. Pagies werden meist durch Rätsel oder Geschicklichkeitspassagen freigeschaltet. Zudem befinden sich in jedem Level fünf unterschiedlich farbige Geisterschreiber/Ghostwriter, deren Komplettierung pro Level eine neue Buchseite ergibt. Daneben warten Charaktere, wie eine Wissenschaftlerin, die Yooka und Laylee pro Level in verschiedene Objekte wie einen Helikopter oder Schneepflug verwandeln kann, und der Dinosaurier Rextro, der nach gefundener Spielmünze eine Minispiel am Arcade-Automaten anbietet. Mit der Bergwerkslore Kartos kann in jedem Level ein Hindernisparcours auf Schienen absolviert werden. Pro Level wartet außerdem ein Bossgegner, der besiegt werden kann.

## Entwicklung
Zur Finanzierung des Spiels startete das Entwicklerstudio Playtonic eine Kampagne auf Kickstarter.com, bei der sie planten, 175.000 britische Pfund einzunehmen. Letztendlich wurde die Kampagne erfolgreich abgeschlossen und am Ende nahm das Studio somit 2,1 Millionen Pfund ein. Nach dem Release des Spiels sollten alle Unterstützer einen kostenlosen DLC erhalten.
Im März 2017 erklärte Playtonic, dass die Einsprecher des US-YouTubers Jon „JonTron“ Jafari nicht benutzt würden, da dieser rassistische Kommentare bei einem Twitch-Livestream geäußert hatte.
Das Spiel ist ein geistiger Nachfolger der Banjo-Kazooie-Serie.
Grant Kirkhope, der unter anderem auch die Musik für Mario + Rabbids: Kingdom Battle komponierte, kreierte den Score für das Spiel. Es erschien eine Version für Kickstarter-Unterstützer und zwei CD-Versionen. Eine Variante davon erschien auch als LP und als Download.

## Veröffentlichung
Im Frühjahr 2017 erschien das Spiel für macOS, Windows, Playstation 4, Xbox One und im Dezember für Nintendo Switch.

## Nachfolger
Am 8. Oktober 2019 wurde mit Yooka-Laylee and the Impossible Lair ein Nachfolger veröffentlicht.

## Rezeption
Yooka-Laylee wurde von der Fachpresse mittelmäßig aufgenommen. Auf der Bewertungswebsite Metacritic hält die Nintendo-Switch-Version des Spiels, basierend auf 21 Bewertungen, einen Metascore von 75 von insgesamt 100 möglichen Punkten. Die PC-Version 73 von 100 Punkte, die Xbox-One-Version ebenso 73 von 100 Punkte und die PS4-Variante 68 von 100 Punkte. Das deutschsprachige Spielemagazin GameStar kritisiert Steuerung und insbesondere die Kameraführung. Der Spieleratgeber-NRW hebt im Test Kreativität und Abwechslungsreichtum hervor. Aufgrund des nicht zu unterschätzenden Schwierigkeitsgrads empfiehlt der Spieleratgeber das Spiel für Kinder ab 8 Jahren, die bereits Erfahrung mit Jump ’n’ Runs haben.

„Yooka-Laylee transportiert eindrucksvoll das Gefühl der Rare-Hüpfer, stolpert aber über Steuerungs- und Kameramacken.“